# Miagrammopes
Miagrammopes és un gènere d'aranyes araneomorfes de la família dels ulobòrids (Uloboridae). Fou descrit per primera vegada per Octavius Pickard-Cambridge el 1870.
Són aranyes cribel·lades que construeixen teranyines orbiculars. Tenen una distribució cosmopolita. Es troben a Amèrica, el sud d'Àsia, Oceania i a l'Àfrica subsahariana.

## Taxonomia
Segons el World Spider Catalog amb data de 23 de gener de 2019 hi ha les següents espècies:
- Miagrammopes albocinctus Simon, 1892 — Veneçuela
- Miagrammopes alboguttatus F. O. P.-Cambridge, 1902 — Guatemala fins a Panamà
- Miagrammopes albomaculatus Thorell, 1891 — Illes Nicobar
- Miagrammopes animotus Chickering, 1968 — Puerto Rico
- Miagrammopes apostrophus Sen, Saha & Raychaudhuri, 2013 — Índia
- Miagrammopes aspinatus Chickering, 1968 — Panamà
- Miagrammopes auriventer Schenkel, 1953 — Veneçuela
- Miagrammopes bambusicola Simon, 1893 — Veneçuela
- Miagrammopes bifurcatus Dong Et al., 2004 — Xina
- Miagrammopes birabeni Mello-Leitão, 1945 — Argentina
- Miagrammopes biroi Kulczynski, 1908 — Nova Guinea
- Miagrammopes bradleyi O. P.-Cambridge, 1874 — Nova Gal·les del Sud
- Miagrammopes brasiliensis Roewer, 1951 — Brasil
- Miagrammopes brevicaudus O. P.-Cambridge, 1882 — Sud-àfrica
- Miagrammopes brevior Kulczynski, 1908 — Nova Guinea
- Miagrammopes brooksptensis Barrion & Litsinger, 1995 — Filipines
- Miagrammopes cambridgei Thorell, 1887 — Birmània, Sumatra
- Miagrammopes caudatus Keyserling, 1890 — Queensland
- Miagrammopes ciliatus Petrunkevitch, 1926 — Puerto Rico, St. Vincent
- Miagrammopes constrictus Purcell, 1904 — Sud-àfrica
- Miagrammopes corticeus Simon, 1892 — Veneçuela
- Miagrammopes cubanus Bancs, 1909 — Cuba
- Miagrammopes extensus Simon, 1889 — Índia
- Miagrammopes fasciatus Arc de Sant Martí, 1916 — Queensland
- Miagrammopes ferdinandi O. P.-Cambridge, 1870 — Sri Lanka
- Miagrammopes flavus (Wunderlich, 1976) — Queensland
- Miagrammopes gravelyi Tikader, 1971 — Índia
- Miagrammopes gulliveri Butler, 1876 — Rodríguez
- Miagrammopes guttatus Mello-Leitão, 1937 — Brasil, Argentina
- Miagrammopes indicus Tikader, 1971 — Índia
- Miagrammopes intempus Chickering, 1968 — Panamà
- Miagrammopes kirkeensis Tikader, 1971 — Índia
- Miagrammopes larundus Chickering, 1968 — Panamà
- Miagrammopes latens Bryant, 1936 — Cuba, Hispaniola
- Miagrammopes lehtineni (Wunderlich, 1976) — Queensland
- Miagrammopes licinus Chickering, 1968 — Panamà
- Miagrammopes longicaudus O. P.-Cambridge, 1882 — Sud-àfrica
- Miagrammopes luederwaldti Mello-Leitão, 1925 — Brasil
- Miagrammopes maigsieus Barrion & Litsinger, 1995 — Filipines
- Miagrammopes mexicanus O. P.-Cambridge, 1893 — EUA, Mèxic
- Miagrammopes molitus Chickering, 1968 — Jamaica
- Miagrammopes oblongus Yoshida, 1982 — Taiwan, Japó
- Miagrammopes oblucus Chickering, 1968 — Jamaica
- Miagrammopes orientalis Bösenberg & Bri, 1906 — Xina, Corea, Taiwan, Japó
- Miagrammopes paraorientalis Dong, Zhu & Yoshida, 2005 — Xina
- Miagrammopes pinopus Chickering, 1968 — Illes Verges
- Miagrammopes plumipes Kulczynski, 1911 — Nova Guinea
- Miagrammopes poonaensis Tikader, 1971 — Índia
- Miagrammopes raffrayi Simon, 1881 — Zanzíbar, Sud-àfrica
- Miagrammopes rimosus Simon, 1886 — Tailàndia, Vietnam
- Miagrammopes romitii Caporiacco, 1947 — Guyana
- Miagrammopes rubripes Mello-Leitão, 1949 — Brasil
- Miagrammopes satpudaensis Rajoria, 2015 — Índia
- Miagrammopes scoparius Simon, 1891 — St. Vincent
- Miagrammopes sexpunctatus Simon, 1906 — Índia
- Miagrammopes similis Kulczynski, 1908 — Nova Guinea
- Miagrammopes simus Chamberlin & Ivie, 1936 — Panamà
- Miagrammopes singaporensis Kulczynski, 1908 — Singapur
- Miagrammopes spatulatus Dong Et al., 2004 — Xina
- Miagrammopes sutherlandi Tikader, 1971 — Índia
- Miagrammopes thwaitesi O. P.-Cambridge, 1870 — Índia, Sri Lanka
- Miagrammopes tonatus Chickering, 1968 — Jamaica
- Miagrammopes trailli O. P.-Cambridge, 1882 — Brasil
- Miagrammopes unguliformis Dong Et al., 2004 — Xina
- Miagrammopes unipus Chickering, 1968 — Panamà
- Miagrammopes viridiventris Bri, 1911 — Illes Kei

### Fòssils
Segons el World Spider Catalog versió 19.0 (2018), existeixen els següents gèneres fòssils:
- †Miagrammopes dominicanus Wunderlich, 2004